# Алтвигсхаген
Алтвигсхаген (њем. Altwigshagen) општина је у њемачкој савезној држави Мекленбург-Западна Померанија. Једно је од 54 општинска средишта округа Икер-Рандов. Према процјени из 2010. у општини је живјело 380 становника. Посједује регионалну шифру (AGS) 13062003.

## Географија
Алтвигсхаген се налази у савезној држави Мекленбург-Западна Померанија у округу Икер-Рандов. Општина се налази на надморској висини од 8 метара. Површина општине износи 17,8 km².

## Становништво
У самом мјесту је, према процјени из 2010. године, живјело 380 становника. Просјечна густина становништва износи 21 становника/km².